# Горній Загон
45°10′ пн. ш. 14°49′ сх. д. / 45.17° пн. ш. 14.82° сх. д.
Горній Загон (хорв. Gornji Zagon) — населений пункт у Хорватії, у Приморсько-Горанській жупанії у складі міста Новий Винодольський.

## Населення
Населення за даними перепису 2011 року становило 8 осіб.
Динаміка чисельності населення поселення:

## Клімат
Середня річна температура становить 9,66 °C, середня максимальна – 21,49 °C, а середня мінімальна – -2,81 °C. Середня річна кількість опадів – 1471 мм.
| Клімат поселення                              | Клімат поселення | Клімат поселення | Клімат поселення | Клімат поселення | Клімат поселення | Клімат поселення | Клімат поселення | Клімат поселення | Клімат поселення | Клімат поселення | Клімат поселення | Клімат поселення | Клімат поселення |
| Показник                                      | Січ.             | Лют.             | Бер.             | Квіт.            | Трав.            | Черв.            | Лип.             | Серп.            | Вер.             | Жовт.            | Лист.            | Груд.            |                  |
| Середній максимум, °C                         | 6,91             | 6,34             | 8,58             | 12,54            | 17,05            | 20,99            | 21,49            | 21,40            | 17,25            | 12,94            | 8,31             | 6,34             |                  |
| Середня температура, °C                       | 2,34             | 1,77             | 4,02             | 7,96             | 12,47            | 16,41            | 18,69            | 18,60            | 14,46            | 10,13            | 5,51             | 3,55             |                  |
| Середній мінімум, °C                          | −2,24            | −2,81            | −0,56            | 3,40             | 7,89             | 11,83            | 15,89            | 15,80            | 11,66            | 7,33             | 2,72             | 0,76             |                  |
| Норма опадів, мм                              | 101              | 98               | 107              | 121              | 107              | 123              | 84               | 105              | 138              | 167              | 180              | 140              |                  |
| Середньомісячна швидкість вітру, м/с          | 3.53             | 3.66             | 3.65             | 3.37             | 3.08             | 2.93             | 2.82             | 2.90             | 3.08             | 3.42             | 3.80             | 3.85             |                  |
| Середньомісячна сонячна радіація, кДж/м²·день | 4448             | 7260             | 10505            | 14844            | 19009            | 20496            | 22210            | 18801            | 13893            | 9152             | 4821             | 3772             |                  |
| --------------------------------------------- | ---------------- | ---------------- | ---------------- | ---------------- | ---------------- | ---------------- | ---------------- | ---------------- | ---------------- | ---------------- | ---------------- | ---------------- | ---------------- |
| Джерело:                                      |                  |                  |                  |                  |                  |                  |                  |                  |                  |                  |                  |                  |                  |